# عد وردي حطاطي بثري
العد الوردي الحطاطي البثري (بالإنجليزية: Papulopustular rosacea)‏ أو العد الوردي الالتهابي (بالإنجليزية: Inflammatory rosacea)‏ هي حالة جلدية تمتاز باحمرار واضح في وسط الوجه مع حطاطات حمامية عادة ما تكون محاطة ببثور دقيقة. قد تستمر البثور من يوم واحد إلى أربعة أيام وربما أكثر. وقد ييحدث التباس في تشخيص هذه الحالة مع حب الشباب.